# Andreas Malin
Andreas Malin, född 31 januari 1994 i Feldkirch, är en liechtensteinsk fotbollsspelare som spelar för FC Rot-Weiß Rankweil och Liechtensteins herrlandslag i fotboll.
Malin landslagsdebuterade mot Island den 6 juni 2016.